# Erin Moriarty
Erin Moriarty (ur. 24 czerwca 1994 w Nowym Jorku) – amerykańska aktorka, która wystąpiła m.in. w serialu The Boys i filmie Captain Fantastic.

## Filmografia

### Filmy
| Rok  | Tytuł                                          | Rola               | Uwagi |
| ---- | ---------------------------------------------- | ------------------ | ----- |
| 2012 | Straż sąsiedzka                                | Chelsea McAllister |       |
| 2013 | Królowie lata                                  | Kelly              |       |
| 2014 | Filozofowie                                    | Vivian             |       |
| 2016 | Dziedzictwo krwi                               | Lydia Link         |       |
| 2016 | Captain Fantastic                              | Claire McCune      |       |
| 2017 | W ukryciu                                      | Hannah Alexander   |       |
| 2018 | The Miracle Season                             | Kelly              |       |
| 2018 | Driven                                         | Katie Connors      |       |
| 2018 | Monster Party                                  | Alexis Dawson      |       |
| 2018 | Niezwykła podróż fakira, który utknął w szafie | Marie              |       |
| 2019 | Berserk                                        | agentka Evana      | głos  |

### Telewizja
| Rok     | Tytuł                              | Rola                      | Uwagi              |
| ------- | ---------------------------------- | ------------------------- | ------------------ |
| 2010    | Tylko jedno życie                  | Whitney Bennett           | 6 odc.             |
| 2011    | Prawo i porządek: sekcja specjalna | Dru                       | 1 odc.             |
| 2013    | Szkarłatna wdowa                   | Natalie Walraven          | gł. obsada; 8 odc. |
| 2014    | Detektyw                           | Audrey Hart               | 3 odc.             |
| 2015    | Jessica Jones                      | Hope Shlottman            | gł. obsada; 7 odc. |
| od 2019 | The Boys                           | Annie January / Starlight | gł. obsada         |